# Isabella von Croÿ-Dülmen
Isabella Hedwig Franziska Natalia von Croÿ-Dülmen (Dülmen, 1856. február 27. – Budapest, 1931. szeptember 5.), a Croÿ-ház dülmeni ágából származó német hercegnő, Dülmen grófnője, házassága révén osztrák főhercegné, magyar és cseh királyi hercegné, tescheni hercegné, Frigyes főherceg tábornagynak, a cs. és kir. haderő főparancsnokának felesége. Az 1920-as évek magyar társasági sajtójában Croy-Dülmeni Izabella főhercegasszony néven szerepelt.

## Élete

### Származása
Isabella von Croÿ hercegnő a vesztfáliai Dülmen városban született. Édesapja Rudolf Maximilian Constantin von Croÿ herceg (1823–1902) volt. Ősei a Német-római Birodalom mediatizált főnemesi családjainak tagjai voltak. A picardiai Ponthieu grófság területéről elszármazott flamand Croÿ család nevét először a 12. század elején említették egy oklevélben. Birtokaik a vesztfáliai Dülmen grófságban feküdtek. A család nemességét a Magyar Királyságban is honosították. A Croÿ-Dülmen családi ág saját krónikája a magyar Árpád-házhoz való kapcsolatról is említést tesz, eszerint II. Géza király harmadik fia, Géza herceg a 12. században benősült volna a családba. Erre alapozva a 16. századtól a Croÿ hercegek magyar trónkövetelőként tartották számon magukat.
Édesanyja Natalie de Ligne (Natalia van Ligne) hercegnő (1835–1863) volt, aki az egyik legősibb vallon nemzetségből, a le Ligne hercegi családból származott. Isabella hercegnőnek egyetlen testvére született:
- Karl Alfred von Croy-Dülmen (1859–1906), aki Marie von Arenberget (1870–1953) vette feleségül.

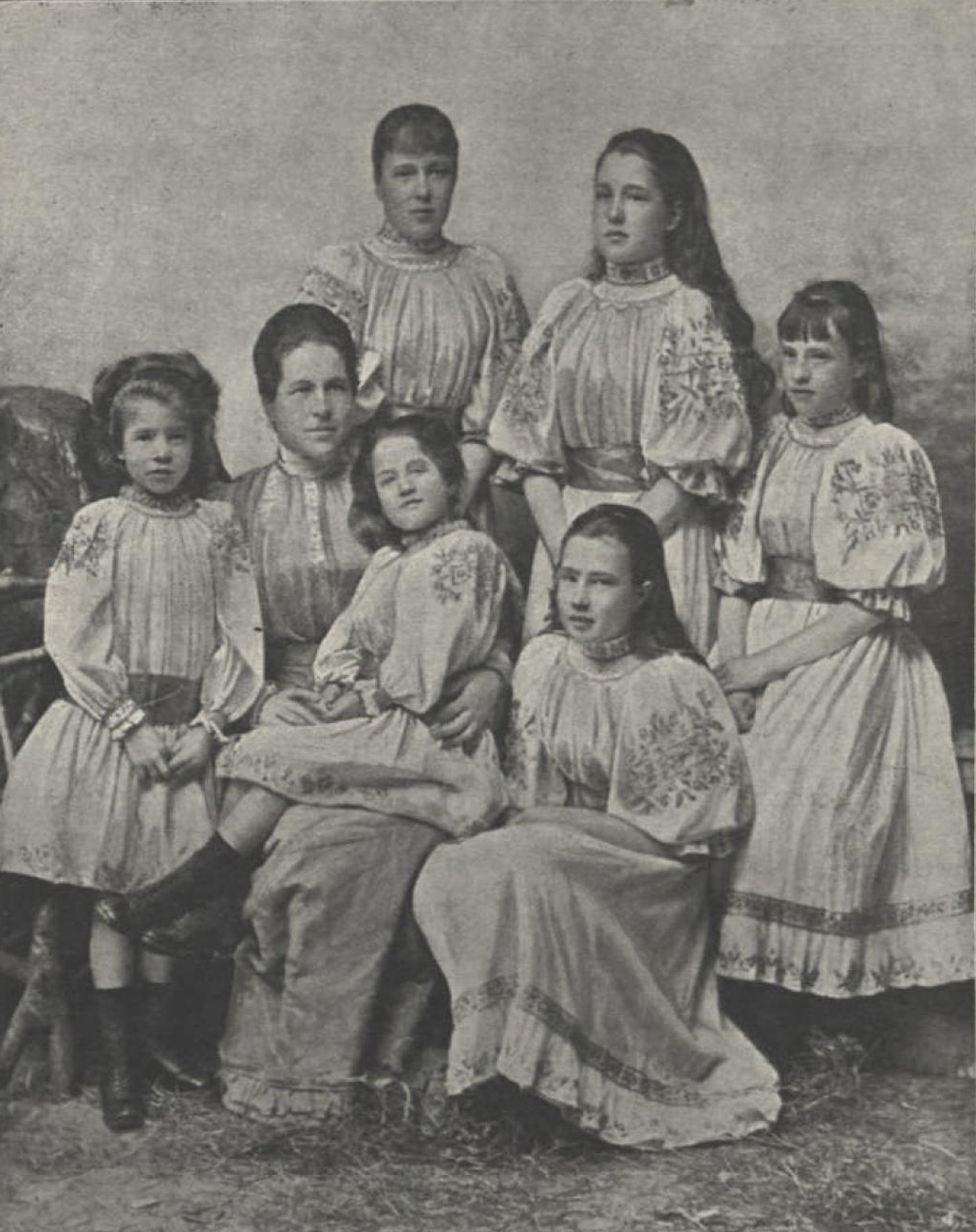
A főhercegné leányaival

### Házassága, gyermekei
Isabella von Croÿ hercegnő 1878. október 8-án a belgiumi Ermitázs kastélyban (Château de l'Hermitage) feleségül ment a Habsburg–Lotaringiai-ház tescheni ágából származó Frigyes osztrák főherceghez, magyar és cseh királyi herceghez, Károly Ferdinánd főhercegnek (1818–1874) és Erzsébet Franciska Mária főhercegnőnek (1831–1903) legidősebb fiához. Házasságukból kilenc gyermek született, közülük ketten még a századforduló előtt, fiatalon meghaltak:
- Mária Krisztina Izabella főhercegnő (1879–1962), aki 1902-ben Emanuel Alfred zu Salm-Salm herceghez ment feleségül.
- Mária Anna Izabella főhercegnő (1882–1940), aki 1903-ban a Bourbon-házból való Illés (Elias) parmai herceghez (1880–1959), I. Róbert parmai herceg fiához ment feleségül.
- Mária Henrietta főhercegnő (1883–1956), aki 1908-ban Gottfried von Hohenlohe-Waldenburg-Schillingsfürst herceghez ment feleségül.
- Natália Mária Terézia főhercegnő (1884–1898), fiatalon meghalt.
- Stefánia Mária Izabella főhercegnő (1886–1890), gyermekként meghalt.
- Gabriella Mária Terézia főhercegnő (1887–1954), nem ment férjhez.
- Izabella Mária Terézia főhercegnő (1888–1973), aki 1912-ben a Wittelsbach-házból való György Ferenc József bajor királyi herceghez (1880–1943), Gizella főhercegnő fiához ment feleségül, de házasságukat már 1913-ban érvénytelenítették.
- Mária Aliz főhercegnő (1893–1962), aki 1920-ban Friedrich Heinrich Waldbott von Bassenheim báróhoz ment feleségül.
- Albert Ferenc József főherceg (1897–1955), nyolc leány után az első és egyetlen fiú, a tescheni hercegi cím örököse.

### Élete az Osztrák–Magyar Monarchiában
Férje 1895-ben megörökölte a tescheni hercegi címet, a család hatalmas vagyon birtokába jutott. A főhercegné elkísérte férjét a diplomáciai és udvari eseményekre, bővítette kapcsolatait. Példás családanyaként irányította a főhercegi udvartartást, segítette férjét a birtokok igazgatásában, kötelességtudó és gyermekszerető „nagyasszony” volt, gondosan nevelte kilenc gyermekét. Társadalmi helyzetének megfelelően egész életében kiemelt érdeklődést mutatott a közélet és a jótékonykodás iránt. Szociálisan érzékeny, elkötelezett asszony volt. Támogatta a magyarországi színvonalas népi kézműipar (hímzés, horgolás) fejlesztését, oktatását, az asszonyok számára a magyarországi Habsburg-uradalom területén majorsági iskolákat alapított. Lelkesedett a cigány népzenéért. Legfőbb támogatója volt magyaróvári Hildegárd és a mosoni Erzsébet nőegyleteknek, amelyek a kisgyermekek családi nevelését segítő intézmények voltak.

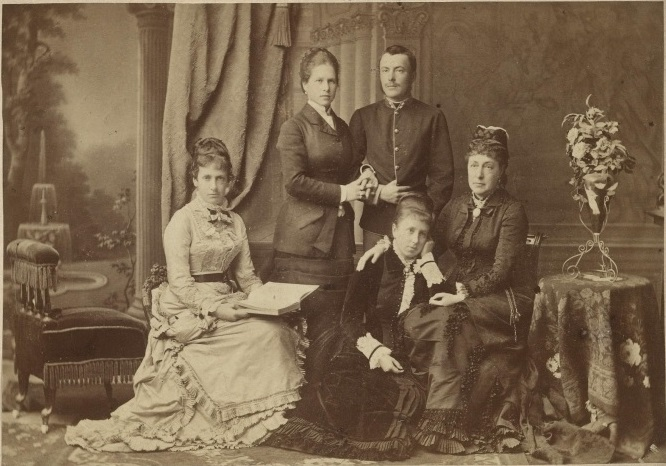
Isabella von Croy-Dülmen hercegnő férjével, Frigyes főherceggel (állnak). A kép előterében ülnek (balról jobbra) Isabella sógornői: Mária Terézia Henrietta és Mária Krisztina Dezideráta főhercegnők, és anyjuk, az özvegy Erzsébet Franciska Mária főhercegnő, Isabella anyósa (1903).

Elismert teniszjátékos volt, és tehetséges fotográfus. Szívesen fényképezett, a korabeli társasági sajtó rendszeresen közölte képeit. A fényképezési szenvedély és a közéleti elkötelezettség szerencsés kapcsolódásából jelentős néprajzi vonatkozású felvételei (mai kifejezéssel: szociofotók) maradtak az utókorra. A főhercegné művészfotóit 1904-től fényképészeti szaklapok is közölték, 1905-től kezdve képei rendszeresen szerepeltek nemzetközi fényképkiállításokon is.
1898-ban Ferenc József császár unokaöccse, Ferenc Ferdinánd trónörökös néhány héten át Frigyes főherceg féltoronyi kastélyában vendégeskedett. Izabella főhercegné nagy reményeket fűzött ahhoz, hogy Ferenc Ferdinánd benősüljön az ő családjába. Egyszer azonban a kastély teniszpályáján megtalálta a trónörökös elveszített zsebóráját. Csalódva és felháborodva látta, hogy az órában viselt fénykép nem az ő leányát, hanem egyik udvarhölgyét, Chotek Zsófiát, Chotkova és Wognin grófnőjét ábrázolja, aki egy alacsony rangú diplomata leánya volt. A trónörökös már több éve ismerte őt, de viszonyukat titokban tartották. A kirobbanó botrány kínosan érintette Izabella főhercegnét, mert a trónörökös kitartott szerelme mellett, akit minden családi tiltás ellenére 1900-ban el is vett feleségül (rangon aluli házasságban). A főhercegné súlyos megaláztatásként élte meg az esetet, mélyen meggyűlölte a trónörököst és annak alacsony származású feleségét. Férjét, Frigyes főherceget arra biztatta, ne maradjon a jövendő uralkodó szolgálatában.
1905-ben férjét az uralkodó kinevezte a cs.és kir. haderő főfelügyelőjévé, ekkor a család Pozsonyból Bécsbe költözött, Albert főherceg belvárosi palotájába, a mai Albertinába).
1914 tavaszára Izabella főhercegné kitartó zaklatásának eredményeképpen Frigyes már nyugállományba akart vonulni, hogy elkerülje a várhatóan trónra lépő Ferenc Ferdinándnak való alárendeltséget. Amikor azonban a gyűlölt trónörököst és feleségét 1914. június 28-án Szarajevóban váratlanul (?) meggyilkolták, Izabella meggyőzte férjét, hogy mégis maradjon posztján. Az első világháború kitörésekor Frigyes főherceg lett a cs.és kir. haderő főparancsnoka.
Ferenc József elhunyta után az új uralkodó, Károly császár Frigyes főherceget helyettes főhadparancsnokká minősítette vissza. A becsvágyó Izabella főhercegné ezt is személyes sértésnek vette. A helyzetet súlyosbította, hogy Zita, az új császárné rossz viszonyban állt saját féltestvérével, Illés (Elias) parmai herceggel, Izabella főhercegné vejével, Mária Anna főhercegnő férjével. Zita császárné és Izabella főhercegné ellentéte Frigyes főherceg helyzetét is megnehezítette.

### A Monarchia széthullása után
1918. december 1-jén férjét nyugdíjba küldték. Birtokait 1919-ben az Ausztria és Csehszlovákia köztársasági kormányai kisajátították, alkalmazottait szélnek eresztették. Frigyes főhercegnek a Habsburg-törvények értelmében Ausztriából távoznia kellett, a Magyar Királyságban azonban háborítatlanul élhetett. A család a magyaróvári Habsburg-birtokra költözött. Izabella főhercegné az első világháború kitörésekor abbahagyta fotós szenvedélyének gyakorlását, életének a háború után Magyaróváron töltött másfél évtizede alatt már nem készített saját kezű felvételeket, ehelyett „udvari” fényképészének, Kumpf Antal fotográfus mesternek adott megbízásokat.
Izabella főhercegné azt tervezte, hogy fiát, Albert Ferenc főherceget (egyben magyar királyi herceget) a magyar királyi trónra segítheti (ezzel alkalmasint a gyűlölt Zita királynénak akart törleszteni). Tervének azonban sohasem volt realitása, Frigyes főherceg magyarországi népszerűsége és tagadhatatlan befolyása ellenére sem.
Isabella von Croÿ hercegnő, osztrák főhercegné és magyar királyi hercegné 1931. szeptember 5-én hunyt el egy budapesti szanatóriumban, 75 éves korában. Testét a Budavári Nagyboldogasszony-templomban (Mátyás templom) ravatalozták fel, és ideiglenesen e templom kriptájában helyezték el. Férje, Frigyes főherceg 1936 decemberében hunyt el, 1937 elején teljes katonai tiszteletadás mellett, Horthy Miklós kormányzó jelenlétében temették a Hildesheimi Szent Gotthárd nevére szentelt magyaróvári plébániatemplom Habsburg kriptájába. Ezzel egyidőben hozták át ide Izabella főhercegné ezüstkoporsóját is, amelyet vörös márvány szarkofágba helyeztek, férje nyughelye mellett.

### Utódainak későbbi sorsa

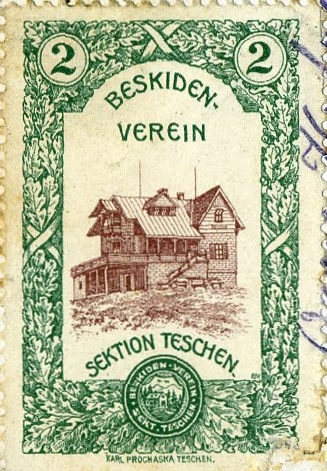
A Beszkidi Egylet tagsági bélyege

Izabella főhercegné és Frigyes főherceg gyermekei közül Mária Krisztina Izabella főhercegnőnek (1879–1962) négy gyermeke született. Mária Anna főhercegnő (1882–1940) gyermekei a száműzetésben élő spanyol királyi családba születtek. Mária Henrietta főhercegnőnek (1883–1956) négy leánya született: Natália (1884–1898); Stefánia (1886–1890); Gabriella (1887–1954) és Izabella (1888–1973). Mária Aliz főhercegnőnek (1893–1962) hat gyermeke született. Izabella főhercegnő (1888–1973) 1912-ben György Ferenc József bajor királyi herceghez (1880–1943) ment feleségül, de házasságukat már 1913-ban felbontották, egy polgári származású orvossal tervezett második házasságkötését Ferenc József megtiltotta, ezután a Svábföldön élt egyedül, Svájcban halt meg.
Izabella főhercegné egyetlen fia, Albert (Albrecht) Ferenc főherceg (1897–1955) lett volna a Teschen negyedik hercege. A két világháború között igen népszerű volt a magyar legitimisták között, akik uralkodójelöltnek tekintették, bár ő maga nyilatkozatban ismerte el Habsburg Ottó elsőségét a trónutódlásban. 1930-ban Angliában feleségül vette Lelbach Irén Dórát (* 1897), rudnói és divékújfalui Dr. Rudnay Lajos elvált feleségét. Hitler hatalomra jutása után a nácizmus lelkes híve lett. Első feleségétől 1937-ben hivatalosan (egyházilag is) elvált, de előbb megvette neki a Mezőtúr–Pusztabánrévei kastélyt. 1938-ban Szegeden feleségül vette felsőbányai Bocskay Katalint (* 1909). Az 1942-es újvidéki vérengzés tetteseit Albrecht főherceg magyaróvári birtokán keresztül szöktették Németországba. 1945-ben Nyugatra menekült, 1951-ben Mexikóban ismét elvált, ugyanebben az évben Buenos Airesben harmadszor is megnősült, ezúttal Lydia Strauss-Dornert vette feleségül. Teschen címzetes hercege 1955-ben Argentínában halt meg. (Első felesége, Lelbach Irén a második világháború utáni rövid koalíciós időszakban (1945–48-ig) a budai Várban elegáns kávézót üzemeltetett. Az ő öccse, Lelbach János (1929–2007) az 1950-es években Mezey Mária színésznő (1909–1983) második férje lett).

### Emléke
- 1904-ben az osztrák–magyar Beszkidi Egylet (Beskidenverein) a sziléziai Beszkidek hegységben (Beskid Śląski), a Nagy Czantory-hegyen (lengyelül Czantoria Wielka, csehül Velká Čantoryje) megnyitotta az Izabella menedékházat (Schutzhaus Isabella), amelyet az egylet védnökéről és támogatójáról, Isabella von Croÿ-Dülmen hercegnőről, tescheni hercegnéről neveztek el.
- Megjegyzés: A budapesti Izabella utca azonban nem őróla, hanem Szapolyai János király feleségéről, a lengyel származású Jagelló Izabella királynéről (1519–1559) kapta a nevét 1872-ben.

## Lásd még
- Croÿ (A Croÿ főnemesi család)
- Grafschaft Dülmen (A Dülmeni grófság)
- Famille de Ligne (A de Ligne hercegi család)